# Dicliptera cabrerae
Dicliptera cabrerae är en akantusväxtart som beskrevs av C. Ezcurra. Dicliptera cabrerae ingår i släktet Dicliptera och familjen akantusväxter. Inga underarter finns listade i Catalogue of Life.